# Leszkovány
Leszkovány (szlovákul: Lieskovany, németül: Steckensdorf/Haseldorf) község Szlovákiában, a Kassai kerület Iglói járásában.

## Fekvése
Iglótól 3 km-re délkeletre, a Hernád bal oldalán fekszik.

## Története
1277-ben „Lescoch” néven említik először, 1328-ban „Liskuan” néven szerepel. Ezt követően 1332-ben „Stoyk”, 1427-ben „Monyoros”, 1435-ben „Lezkowan”, 1464-ben „Stokfalva alias Lyskowan”, 1564-ben „Monioros alias Leczkocz” alakban fordul elő az írott forrásokban. Neve a szláv leskovane (= mogyorós lakói) szóból származik. Lakói kezdetben királyi szolgálatban állt gyepűőrzők voltak. Később a község (1848-ig) a Máriássy család birtokába került. 1787-ben 18 házában 116 lakos élt.
A 18. század végén Vályi András így ír róla: „LESZKOFALVA. Leszkován. Falu Szepes Várm. földes Ura Márjásy Uraság, lakosai külömbfélék, fekszik Márkusfalvának szomszédságában, mellynek filiája, határja is hozzá hasonlító.”
1828-ban 18 házát 129-en lakták. Korábbi, a Nagyboldogasszony tiszteletére szentelt római katolikus temploma a 19. században épült neoklasszicista stílusban.
Fényes Elek 1851-ben kiadott geográfiai szótárában így ír a faluról: „Leszkovján, Heselsdorf, tót f., Szepes vármegyében, Markusfalva fil. F. u. a Mariássy nemzetség. Számlál 129 kath. lak. Ut. p. Lőcse 2 2/4 óra.”
1869-ben 127 lakosa volt. Lakói főként mezőgazdaságból éltek. A trianoni diktátumig Szepes vármegye Iglói járásához tartozott.
Iskolája 1930-ban épült. Templomát 1933-ban megújították. A telefont 1952-ben, az elektromos áramot 1956-ban vezették be a településre. 1990-ig közigazgatásilag Iglóhoz tartozott, azóta újra önálló község.

## Népessége
| Év:            | 1994. | 2004.    | 2014.    | 2024.    |
| -------------- | ----- | -------- | -------- | -------- |
| Emberek száma: | 233   | 262      | 326      | 410      |
| Eltérés:       |       | +12,44 % | +24,42 % | +25,76 % |

| Év:            | 2023. | 2024.   |
| -------------- | ----- | ------- |
| Emberek száma: | 388   | 410     |
| Eltérés:       |       | +5,67 % |

1910-ben 188, túlnyomórészt szlovák lakosa volt.
2001-ben 239 szlovák lakosa volt.
2011-ben 292 lakosából 286 szlovák.

## Nevezetességei
- Mai modern Nagyboldogasszony temploma 1989-90-ben épült. Alapkövét II. János Pál pápa szentelte fel pozsonyi látogatásakor.